# Alberto Obiang Lima
Alberto Obiang Lima (ur. 1980) – urzędnik i przedsiębiorca z Gwinei Równikowej.
Jest jednym z trzech synów prezydenta Obianga Nguemy Mbasogo i jego drugiej żony, pochodzącej z Wysp Tomasza i Książęcej Celestiny Limy. Kształcił się początkowo w ojczyźnie, następnie w Wenezueli, odbył również szkolenie wojskowe w Chinach.
Wieloletni dyrektor generalny państwowych portów, 29 stycznia 2019 został mianowany dyrektorem generalnym administracji portowej w stołecznym Malabo.
Jest również właścicielem spółki transportowej, zaangażowany także w handel bronią.